# Antoine-Charles Cousseau
Pour les articles homonymes, voir Cousseau.
Antoine-Charles Cousseau, né à Saint-Jouin-sous-Châtillon le 7 août 1805 et mort à Poitiers le 13 octobre 1875, est un ecclésiastique français du XIXe siècle qui a été évêque d'Angoulême de 1850 à 1873.

## Biographie
Antoine-Charles Cousseau est né le 7 août 1805 à Saint-Jouin-sous-Châtillon (Deux-Sèvres) d'un père maître-tailleur. Après une courte année à l'école de Saint-Amand-sur-Sèvre, il entre en 1817 au petit séminaire de Bressuire avant d'intégrer le séminaire Saint-Sulpice où il suit des cours de théologie. Il est ordonné prêtre en 1829 et professe alors au grand séminaire de Poitiers durant 12 ans.
Durant ces années, il participe activement au développement de l'archéologie dans le Poitou et est notamment l'un des fondateurs de la société des antiquaires de l'Ouest. Il est aussi membre de la société archéologique et historique de la Charente.
Le 29 décembre 1850, il est sacré évêque d'Angoulême à Poitiers par René-François Régnier, son prédécesseur accompagné de Bernard Buissas, évêque de Limoges et Louis-Édouard Pie, évêque de Poitiers. Il organise plusieurs conciles provinciaux et participe au concile Vatican I en 1869, mais à cause de graves soucis de santé, doit remettre sa démission en octobre 1872. Il est alors nommé chanoine du chapitre de Saint-Denis, mais se retire à Poitiers.
Il décède le 13 octobre 1875 à Poitiers. Son oraison funèbre est prononcée le 13 novembre suivant dans la cathédrale Saint-Pierre d'Angoulême où il est enterré.

## Distinction
- Chevalier de la Légion d'honneur (13 aout 1857)[3]

## Publications
Liste complète des œuvres textuelles d' Antoine-Charles Cousseau sur BnF.
- Mémoire sur le plus ancien monastère des Gaules et sur l'état actuel de l'église de Ligugé, F.-A. Saurin, Poitiers, 1845.
- Oraison funèbre du général de Pontevès et des Français morts devant Sébastopol, J. Lecoffre, Paris, 1855.
- Discours prononcé par Mgr l'évêque d'Angoulême, pour la bénédiction de la première pierre de l'église Saint-Antoine, Girard, Angoulême, 1864.
- Œuvres historiques et archéologiques de Mgr Cousseau, Vic et Amat, Paris, 1891.
- Vie de saint Cybard, reclus à Angoulême au VIe siècle, écrite sur le récit de deux auteurs contemporains, A. Roux et Despujols, Angoulême, 1897.
- Notice historique sur M. André-Hubert Fournet, Association Gilbert de la Porée, Poitiers, 2006.

## Armes
De sinople semé d'étoiles d'or alternant avec des billettes d'argent.